# PSR J1745-2446ad
PSR J1748-2446ad je nejrychleji rotující známá hvězda, s frekvencí rotace 716 Hz (perioda 0,001 395 954 82 sekund). Tento pulsar byl objeven Jasonem W. T. Hesselsem z McGillovy Univerzity 10. listopadu 2004.

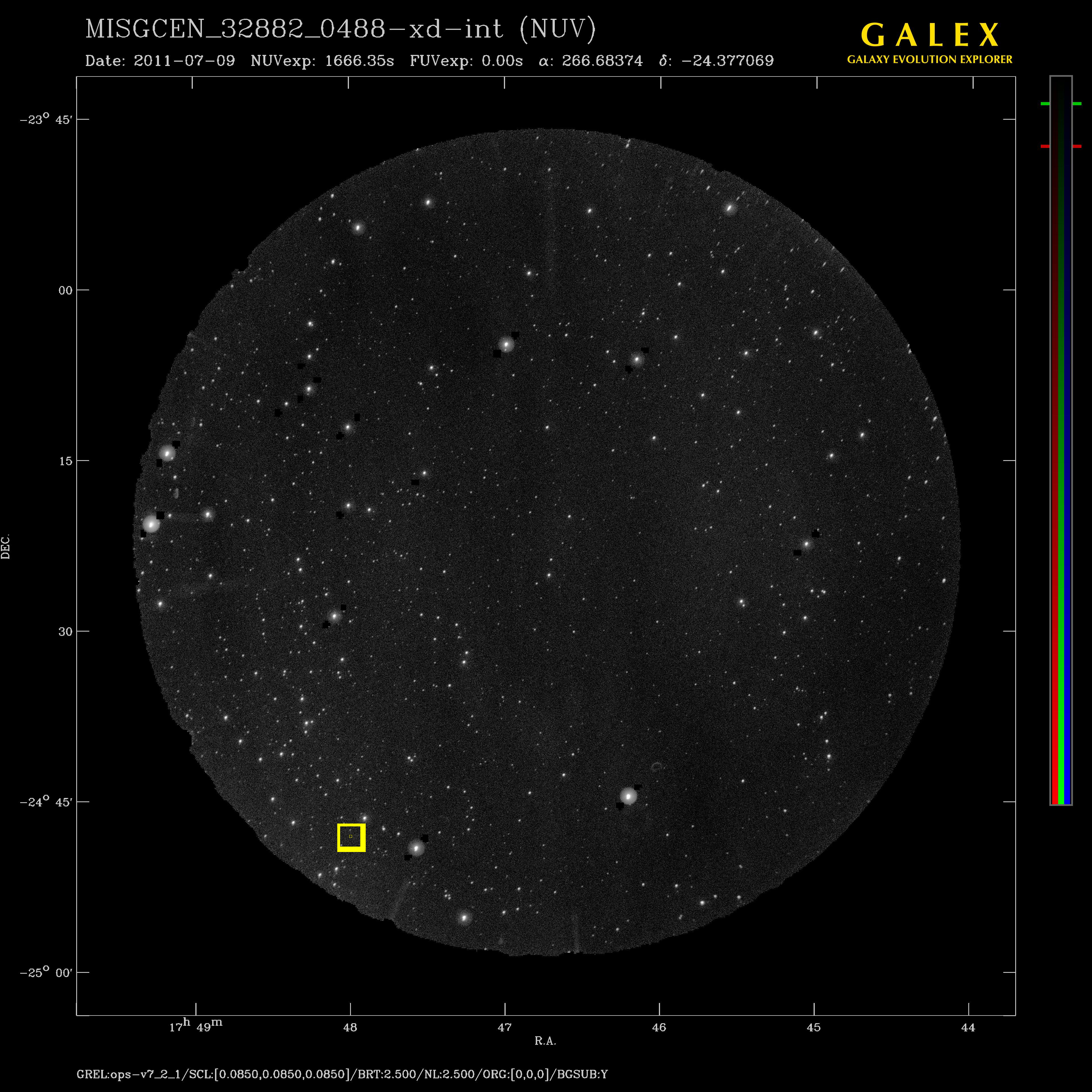
Poloha PSR J1748-2446ad na noční obloze

Bylo spočítáno, že tato neutronová hvězda dosahuje téměř dvojnásobné hmotnosti Slunce. Její poloměr je necelých 16 km. Na rovníku dosahuje téměř 24 procent rychlosti světla, tedy přes 70 000 km za sekundu.
Nachází se v kulové hvězdokupě Terzan 5, která je vzdálená přibližně 18 000 světelných let od Země v souhvězdí Střelce. Je rovněž součástí binárního systému a prochází pravidelným zatměním.